# Hemipenthes velutina
Hemipenthes velutina – gatunek muchówki z rodziny bujankowatych i podrodziny Exoprosopinae.

## Taksonomia
Gatunek ten wymieniany był w literaturze po raz pierwszy w 1818 roku, jednak użyte wówczas nazwy stanowią nomina nuda. Za ważną uznaje się nazwę nadaną w 1820 roku przez Johanna Wilhelma Meigena w kombinacji Anthrax velutina. Miejsce typowe znajduje się we Włoszech lub Francji.

## Morfologia
Muchówka o ciele długości od 5,5 do 13 mm. Ubarwienie ma matowoczarne z czarnym opyleniem. Kulista głowa cechuje się bardzo krótkim, niewiele dłuższym od otworu gębowego ryjkiem. Na przedzie czoła i twarzy występuje domieszka łusek jasnożółtych, a wzdłuż tylnych krawędzi oczu złożonych łuski białożółte. Czułki mają człon trzeci asymetrycznie cebulowaty, wyposażony w zwieńczoną włoskiem aristę. Za głową znajduje się kreza z włosów czarnych, w części górnej z domieszką włosków czerwonożółtych. Śródplecze i tarczka mają długie szczecinki na brzegach. Żółte łuski na śródpleczu nie układają się w paski przy jego brzegach.  Łuseczki skrzydłowe są brunatne ze złociście żółtymi łuskami na krawędziach. Przezmianki mają brunatne trzonki i białe główki. Przed nasadą przezmianki wyrasta pęczek czerwonożółtych włosków. Barwa plumuli również jest czerwonożółta. Skrzydło na większej powierzchni jest zaczernione, przy czym zaczernienie to obejmuje wierzchołek komórki radialnej, ale nie obejmuje wierzchołka komórki dyskoidalnej. Odnóża mają stopy pozbawione przylg. Odwłok jest krótko-owalny, owłosiony czarno z biało owłosionymi: tergitem pierwszym, połową tergitu drugiego, przepaską nasadową tergitu czwartego oraz bokami tergitu siódmego.

## Ekologia i występowanie
Owady dorosłe odwiedzają kwiaty celem żerowania na nektarze i pyłku. Larwy wykazują nadpasożytnictwo. Są one parazytoidami błonkówek z rodziny gąsienicznikowatych oraz muchówek z rodziny rączycowatych, które same są parazytoidami gąsienic motyli.
Gatunek palearktyczny. W Europie znany jest z Portugalii, Hiszpanii, Francji, Belgii, Niemiec, Szwajcarii, Austrii, Włoch, Polski, Czech, Słowacji, Węgier, Ukrainy, Rumunii, Mołdawii, Bułgarii, Słowenii, Chorwacji, Bośni i Hercegowiny, Serbii, Czarnogóry, Albanii, Macedonii Północnej, Grecji oraz europejskiej części Rosji. W Afryce Północnej zamieszkuje Maroko, Algierię, Tunezję i Egipt. W Azji znany jest z Cypru, Turcji, Gruzji, Armenii, Azerbejdżanu, Syrii, Libanu, Izraela, Turkmenistanu, Iranu, Mongolii oraz Chin, w tym Sinciangu, Mongolii Wewnętrznej, Jiangsu i Qinghai. W Europie Środkowej jest gatunkiem rzadkim, w Polsce osiągającym północną granicę zasięgu.